# Плехув
Плехув (пол. Plechów) — село в Польщі, у гміні Казімежа-Велька Казімерського повіту Свентокшиського воєводства.
Населення — 228 осіб (2011).
У 1975-1998 роках село належало до Келецького воєводства.

## Демографія
Демографічна структура на день 31 березня 2011 року:
|          | Загалом | Допрацездатний вік | Працездатний вік | Постпрацездатний вік |
| -------- | ------- | ------------------ | ---------------- | -------------------- |
| Чоловіки | 111     | 17                 | 79               | 15                   |
| Жінки    | 117     | 20                 | 58               | 39                   |
| Разом    | 228     | 37                 | 137              | 54                   |